# François Santoni
François Santoni (Ajaccio, 6 de juny de 1960 – Monacia-d'Aullène, 17 d'agost de 2001), fou un polític cors.
El 1978 es va unir al Front d'Alliberament Nacional de Còrsega, del que el 1982 fou responsable militar del sector Gravone, una vall propera a Ajaccio. De dia treballava com a mestre, i de nit dirigia un grup d'uns trenta homes.

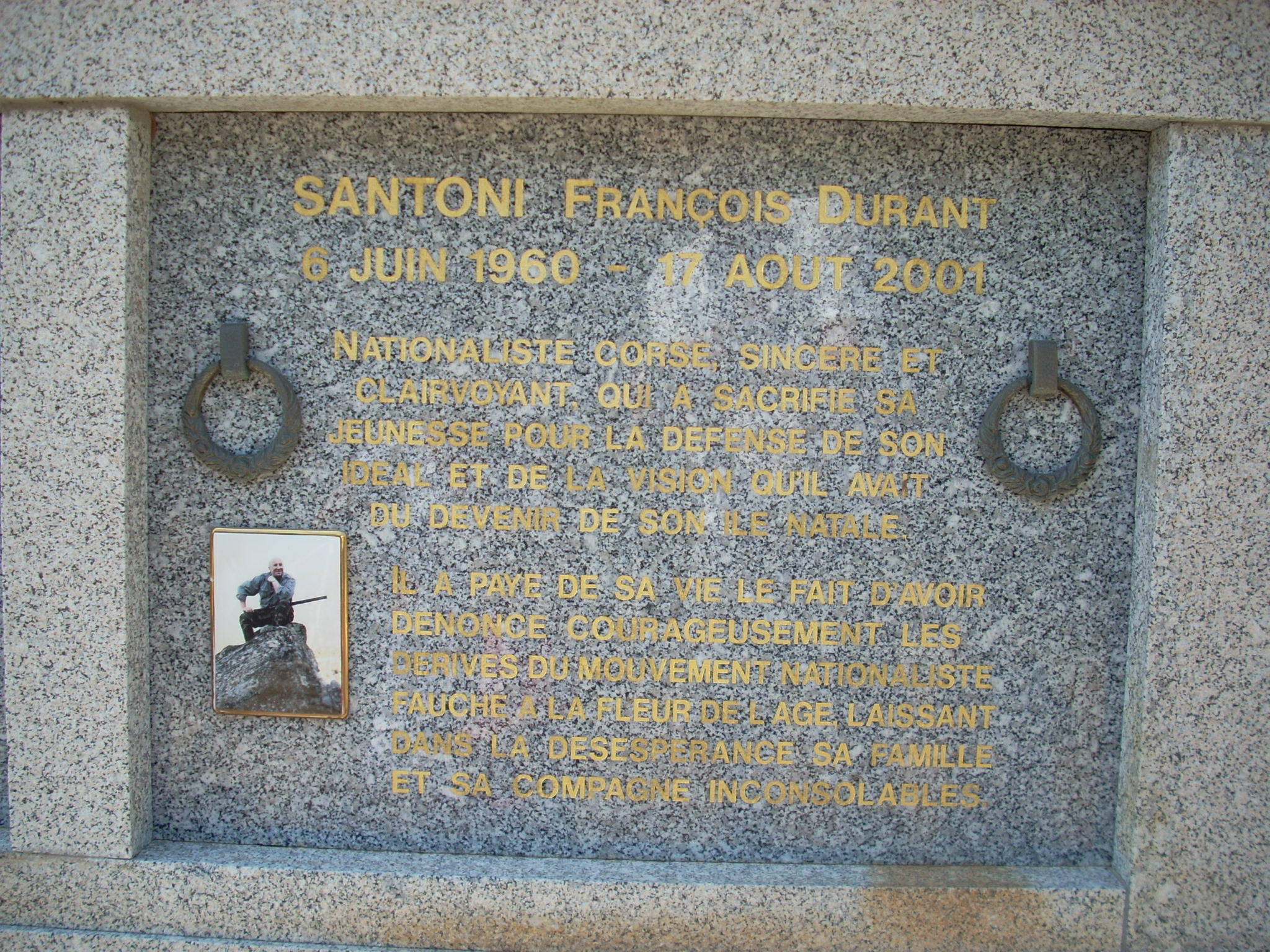
Tomba de François Santoni.

Fou arrestat el 1985 i condemnat a 8 anys de presó acusat d'atacs contra l'Estat Major de l'Exèrcit i una vila de vacances del Commissariat de l'Energia Atòmica. Fou internat a Fleury-Mérogis on hi trobà per primer cop Jean-Michel Rossi, amb el que va mantenir una gran amistat.
Després de ser traslladat a diferents presons, Santoni fou alliberat a Nimes el maig de 1989 i amnistiat l'agost següent. Aleshores esdevingué assistent parlamentari de Max Simeoni, diputat europeu escollit a la llista d'Els Verds. Durant el mandat de Max Simeoni, Santoni fou el gerent oficial del CGFA i responsable de l'empresa de transports de cabals Bastia Securita.
El 1992 fou encarregat pel FLNC-Canal Històric per a emprendre negociacions amb l'Estat francès. El mateix any esdevingué company de Marie-Hélène Mattei, advocada de Bastia encarregada de defensar miliants nacionalistes.
El 1996 va trencar amb Marcel Lorenzoni, un altre militant històric, que li recriminava les discussions amb el poder.
El gener de 1996 fou escollit secretari nacional de la Cuncolta, i fou acusat a finals d'any d'un intent d'atamptat contra el propietari del golf de Sperone. La seva companya també fou empresonada per aquest afer. Fou alliberat el novembre de 1998.
Trencà amb el FLNC després de l'assassinat del prefecte Claude Érignac. Aleshores va fundar Armata Corsa. Fou assassinat a trets el 17 d'agost de 2001 en un casament a Monacia-d'Aullène.
Dins el seu àlbum Boucan d'enfer, Renaud li dedicà la cançó Corsic'armes.